# Myrcia tafelbergica
Myrcia tafelbergica är en myrtenväxtart som beskrevs av Gerda Jane Hillegonda Amshoff. Myrcia tafelbergica ingår i släktet Myrcia och familjen myrtenväxter. Inga underarter finns listade i Catalogue of Life.